# Carnaval de Badajoz
El Carnaval de Badajoz se celebra en la ciudad de Badajoz siendo su fiesta más identitaria y popular. Es la fiesta más multitudinaria de Extremadura y una de las más importantes de España. El gran desfile está considerado el mejor de Europa y cuenta con más de 11.000 participantes integrados en comparsas, grupos menores y artefactos. Es uno de los mejores carnavales de España, y fue el cuarto carnaval del país en ser declarado Fiesta de Interés Turístico Internacional, tras los de Santa Cruz de Tenerife y Cádiz (ambos en 1980) y el de Águilas (2015). Está reconocido con la máxima distinción de las fiestas en España pues además de estar declarada Fiesta de Interés Turístico Internacional, es también Fiesta de Interés Turístico Nacional por el Gobierno de España y de Interés Turístico Regional por la Junta de Extremadura, por lo que es un reclamo turístico de primer orden en España en el mes de febrero. Tiene como principal característica la enorme participación popular, convirtiéndose las calles de la ciudad extremeña en una masiva fiesta de disfraces, siendo extraño ver a partir de las 22:00 horas a una persona en toda la ciudad sin llevar un disfraz o máscara en las noches del sábado y lunes. 
Se calcula que alrededor de 150.000 personas abarrotan las calles del Casco Antiguo y el barrio de Santa Marina en las noches de Carnaval. En 2009, el grupo musical El Desván del Duende dedica una canción al Carnaval de Badajoz titulada Calles de Badajoz, que pronto se convierte en un icono e himno de la fiesta.

## Origen e Historia
Los etnólogos sitúan el origen del carnaval en las Saturnalias o fiestas de invierno paganas del mundo griego y romano. Desde la Edad Media hasta nuestros días en una sociedad fuertemente influida por el cristianismo, los carnavales se convirtieron en la despedida de la “carne”, de los placeres terrenales para entrar en el periodo de recogimiento de la Cuaresma.
Las crónicas relatan fiestas de Carnavales en la ciudad desde hace siglos, aunque es del siglo XIX y XX de cuando más información disponemos, y en ellas se nos explica que en Badajoz siempre fue esta una fiesta popular que consistía en bailes de máscaras de las distintas Sociedades de la época como el Casino de Badajoz, el Liceo de Artesanos, el Círculo Obrero, y también en lugares públicos como el López de Ayala o el Paseo de San Francisco. También eran populares las “estudiantinas”, grupos de jóvenes que hacían coplas picantes e irónicas y las iban cantando por la ciudad.
Con la llegada de la guerra y la prohibición de las fiestas carnavalescas por el General Franco hizo desaparecer de la escena pública el disfraz y la crítica en la ciudad pacense.
A la muerte del dictador, el Carnaval como en muchas partes de España se convierte en Badajoz en un instrumento de lucha por las libertades y contra la estricta moral religiosa impuesta por el régimen franquista, aunque no es hasta 1980 cuando el ayuntamiento comienza a organizar los distintos concursos y desfiles. Es esta la fecha que los carnavaleros pacenses toman como la de la recuperación de la fiesta más importante de Badajoz.
Los años 80 del anterior siglo son fundamentales para el apogeo de la fiesta, se produce una explosión participativa espectacular, saliendo a la calle miles de personas de todas las edades disfrazadas y coreando el grito de guerra: ¡eo Badajoz, Badajoz, Badajoz!
Siendo alcalde D. Manuel Rojas Torres (desde 1983 a 1991), durante años miembro de la murga “El guatinay”, se impulsó la fiesta configurándose la estructura que hoy en día tiene, estableciéndose el “Martes de Carnaval” como fiesta local, difundiendo la imagen de la fiesta en el exterior e incluso creando una televisión local que únicamente emitía durante Carnavales para acercar la fiesta a toda la ciudadanía.
Posteriormente, las corporaciones municipales que le han seguido también han apoyado la fiesta, dado que esta se ha convertido en una seña de identidad de la ciudad y de toda Extremadura, hasta el punto de que el Ayuntamiento y la Junta de Extremadura han inaugurado el “Museo del Carnaval de Badajoz" el 14 de febrero de 2007. En el año 2011 fue declarado Fiesta de Interés Turístico Nacional por el gobierno de España.
El 7 de febrero de 2016, la Comparsa "Las Monjas" consigue hacer historia en el gran desfile convirtiéndose en la comparsa que más veces ha obtenido el primer premio en el Carnaval de Badajoz, en este caso 7 y rompiendo así el hasta entonces empate con los "Infectos Acelerados" y sus 6 victorias.
En el 2022, El Carnaval de Badajoz fue nombrado como Fiesta de Interés Turístico Internacional, siendo el cuarto carnaval de España en obtener esta distinción.
En 2023, el alcalde Ignacio Gragera y el entonces Concejal de Ferias y Fiestas, Francisco Javier Gutiérrez Jaramillo, extendieron la duración del Carnaval de Badajoz para igualarla a la de otras festividades con la misma distinción de Fiesta de Interés Turístico Internacional. 

## La fiesta

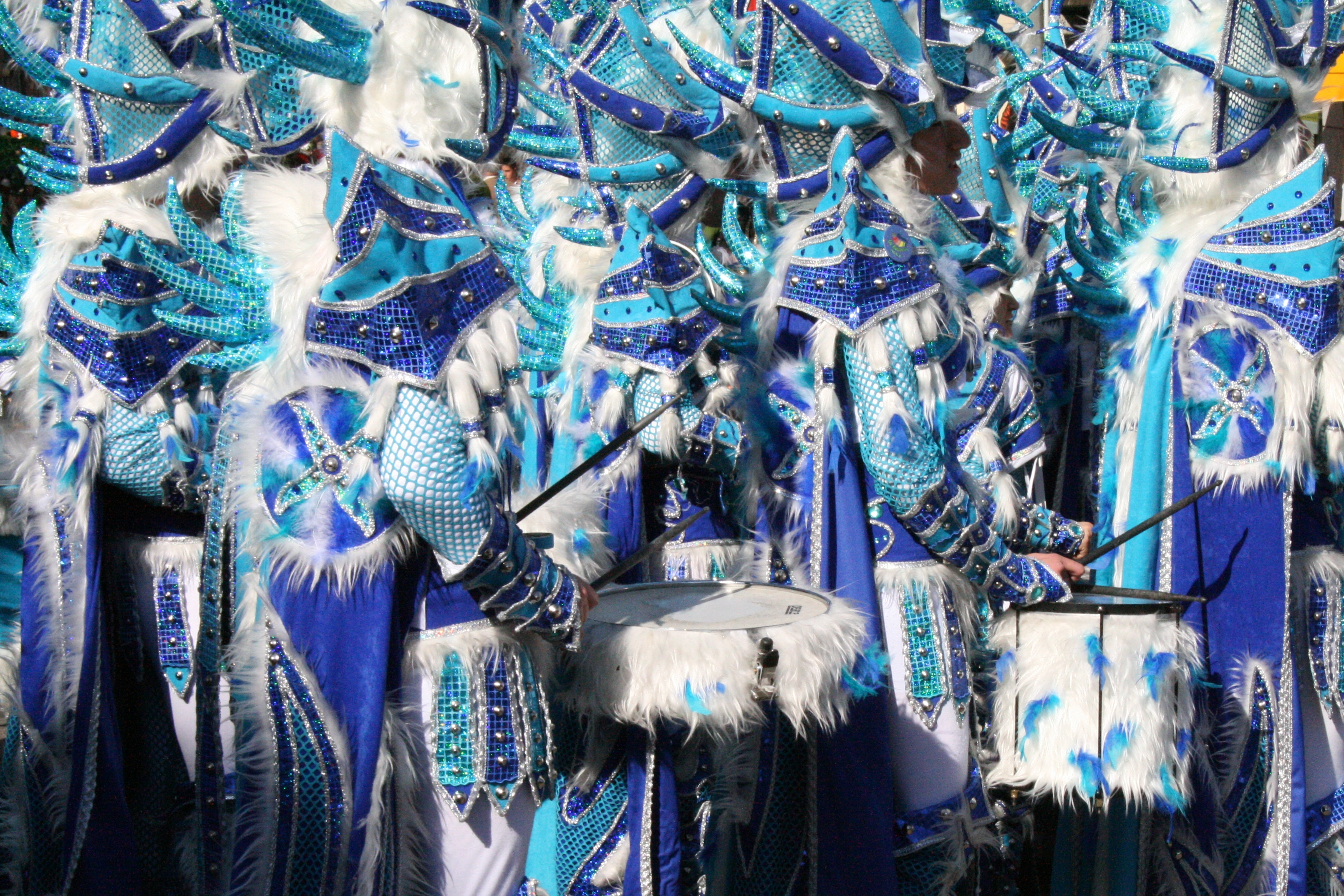
El Carnaval de Badajoz en 2009

Los Carnavales en Badajoz se abren con las festividades de Las Candelas, divididas en dos eventos: Las Candelas del Margen Derecha y Las Candelas de Santa Marina. Estas se celebran tradicionalmente alternándose entre el penúltimo sábado y el sábado anterior al Viernes de Carnaval. En ambas, las comparsas desfilan al ritmo de la percusión con una coreografía exquisita y disfraces cuidados, generalmente marcando la despedida de los trajes del año anterior. Luego, se disfruta de hornazos y vino local, y la celebración concluye con la quema de un muñeco llamado comúnmente "Marimanta" o "El Pelele", simbolizando lo negativo del año anterior. En algunas ocasiones, este muñeco representa personajes políticos o fenómenos de actualidad, como el coronavirus tras la pandemia. Hasta 2018, Las Candelas del Margen Derecha también organizaban un concurso posterior conocido como La Tamborada, donde las comparsas competían por el premio a la mejor percusión. Este concurso se segregó y ahora se celebra de manera independiente durante estos días.
La semana siguiente a la última candela, comienza el Concurso de Murgas, en el que participan agrupaciones de hasta quince miembros acompañados de guitarras, caja y bombo, cantando de manera satírica o cómica. Este concurso consta de etapas de preliminares, semifinales y culmina con la final, que se celebra el Viernes de Carnaval. En este período, también se lleva a cabo el Concurso de Murgas Infantiles y Juveniles.
El Viernes de Carnaval comienza con el desfile de comparsas infantiles en el que las “promesas del carnaval” recorren las calles del centro de la ciudad con sus batucadas y coreografías hasta la Plaza de España donde se congregan miles de personas para presenciar “el pregón”.
“El pregón” es el acto en el que “el pregonero” (que suele ser un personaje famoso o alguien relacionado con la ciudad o con el carnaval) anima desde el balcón principal del Palacio Municipal a la ciudadanía a participar e inaugura de manera oficial los festejos, el Viernes de Carnaval.
En la noche del Viernes de Carnaval se celebra la Gran Final del Concurso de Murgas, los bares y locales de copas de la ciudad decorados para la ocasión se empiezan a llenar de disfraces.
Sábado de Carnaval: El sábado comienza al mediodía con el Desfile de Artefactos (automóviles de gran tamaño decorados con un motivo) y continúa con la pasarela FALCAP, donde las comparsas desfilan. También se lleva a cabo el Carnaval de Día, con animaciones de DJ, y la multitud se reúne para compartir bebidas al ritmo de la música en distintas zonas habilitadas de la ciudad. Además, se celebra el Carnaval de Calle, en el cual las murgas se concentran en diversos puntos de calles y plazas para cantar su repertorio. Durante toda la fiesta se pueden encontrar también a murgas actuando por los diferentes bares. En la noche, las calles del llamado Frente Sur (Santa María de la Cabeza y Plaza de Conquistadores) y del llamado Frente Norte (las calle del Casco Antiguo) se convierten en una enorme fiesta de disfraces donde nadie ni oriundos ni visitantes va sin un disfraz. Esta noche es la más multitudinaria debido a que al ser domingo el día siguiente, es la escogida por parte de los visitantes de las poblaciones cercanas y de la vecina Portugal para disfrutar del jolgorio. Es normal encontrarte con un pasacalles de comparsa al que sumarte bailando al ritmo de su percusión. Las noches del sábado y del lunes, las comparsas tocan y bailan por toda la zona del Frente Norte y el Frente Sur en lo que se conoce como el "pasacalles", desde la Plaza de Santa María de la Cabeza hasta la Plaza de España y viceversa.
Domingo de Carnaval: El evento más destacado de la festividad es el Gran Desfile de Comparsas, grupos menores y artefactos, que tiene lugar desde la mediodía del domingo hasta caer el sol. El recorrido abarca el Paseo Fluvial, Santa Marina, Enrique Segura Otaño y Avenida de Europa, en el cual participan alrededor de unas 50 comparsas, 18 grupos menores y 26 artefactos y alrededor de 7000 personas. Este evento es seguido por más de 100 000 personas en las diferentes avenidas y a través de la televisión. Tras el desfile las comparsas esperan en la calle las deliberaciones del jurado del Concurso de Comparsas. 
Lunes de Carnaval: El lunes a la tarde, se organizan varios eventos, como el pasacalles de comparsas infantiles, el pregón infantil y se repite el Carnaval de Calle, con las actuaciones de las murgas por distintas partes de la ciudad. 
Al llegar la noche la gente se prepara para afrontar la noche más larga del Carnaval en la que muchísimos pacenses salen de fiesta ininterrumpida hasta la mañana del día siguiente en la que les espera el entierro de la sardina en el barrio de San Roque.
Martes de Carnaval: Una estampa muy típica es el peregrinaje de los que han pasado toda la noche en la marcha carnavalesca en Santa Marina o el casco antiguo cruzando el Arroyo de Rivillas para llegar al popular Barrio de San Roque para celebrar el entierro de la Sardina.
El entierro de la Sardina consiste en un cortejo fúnebre en el que el féretro de la sardina es seguido de numerosas plañideras que vestidas de riguroso negro acompañan a la difunta, tras ellas va el Desfile de Comparsas del Martes de Carnaval que recorre las avenidas del más populoso de los barrios pacenses.
Mientras tanto los bares y tascas sacan a la calle las parrillas y al son de la música se asan las sardinas, pero también las pancetas, el pestorejo y los pinchitos, regados con buen vino de la tierra o cerveza.
Tradicionalmente, la fiesta concluía el Martes de Carnaval con la posterior Entrega de Premios, pero desde 2023, los carnavales se han extendido a diez días de duración. Es importante señalar que, al ser una implementación reciente, los días siguientes no tienen la misma participación ciudadana que los anteriores. 
Jueves de Carnaval: A lo largo de esta jornada, se celebra el Carnaval para Mascotas, donde las mascotas de los pacenses participan en este peculiar concurso de disfraces. También tiene lugar el pregón de la Exaltación del Carnaval en el Teatro López de Ayala. Allí, el "pregonero de la Exaltación del Carnaval", que es distinto al de la apertura y alguien dedicado al mundo del carnaval, anima a la gente a continuar la fiesta en los días siguientes. 
2° Viernes de Carnaval: A lo largo de esta jornada, se lleva a cabo el Concurso de Disfraces, en el cual adultos y niños muestran su ingenio con elaborados atuendos. Además, se organiza el evento "Unidos de Plaza en Plaza", donde las comparsas desfilan y las murgas cantan en diferentes puntos de la ciudad. 
2° Sábado de Carnaval: Destacan los eventos en la Avenida Entrepuentes, el Parque Infantil y el Auditorio Ricardo Carapeto. Transcurre la Entrega de Premios, galardonando a los ganadores de los diferentes concursos, y la Gran Gala del Carnaval, con las actuaciones de los tres primeros premios de murgas y comparsas. También hay una "Zona Carnavalera" para que la gente se reúna al ritmo de la música, con un evento que va desde las 14:00 h hasta las 06:00 h del día siguiente. 
2° Domingo de Carnaval: El Carnaval de Badajoz concluye desde 2023 con el desfile de Despedida del Carnaval, culminando la fiesta con las comparsas, murgas, grupos menores y artefactos que recorren las calles de la barriada de Valdepasillas.  

## Agrupaciones

### Murgas
La murga es una agrupación de entre 10 y 15 componentes, su función en el carnaval pacense consiste en hacer canciones mayormente de carácter satírico, cómico o de denuncia referidas a su disfraz o centradas en acontecimientos de la actualidad local o nacional. Los instrumentos que tocan en la interpretación de su repertorio son el bombo, la guitarra española, la caja y la pedorreta.
En el concurso oficial que se disputa en el teatro López de Ayala (siglo XIX) han de interpretar una presentación, dos pasodobles originales en música y letra, dos cuplés originales en música y letra con su estribillo y por último el repertorio libre que se basa en un popurrí de canciones cortas en el que se incluye la despedida.
En el año 2009 participaron 41 murgas, además de muchas otras murgas que actuaron en bares y plazas de la ciudad. Algunas de ellas se asociaron en la Federación de Asociaciones Murgueras de Badajoz (Famub) órgano centralizador de propuestas y mejoras para el concurso.
En el año 2015 y tras renovar fuerzas se forma la Comisión de Murgas para relevar el trabajo de su antecesora, la Famub, y trabajar, además, nuevos ámbitos para engrandecer la fiesta, como fueron la presencia de las murgas en el Carnaval de la Calle y programar actuaciones con vista a hacer accesible actuaciones de murgas en directo al mayor número de personas posible, y coordinar la colaboración directa entre murgas adultas y murgueros adultos y las murgas infantiles y juveniles (nacidas el año anterior como iniciativa de algunos componentes de murgas para darle continuidad y base al Carnaval de Badajoz).
Ganadores del concurso de murgas
| Murga                          | Localidad | Debut | 1.er Premio | Historial                                |
| ------------------------------ | --------- | ----- | ----------- | ---------------------------------------- |
| El nombre da igual             | Badajoz   | 1982  | 7           | 1982, 1983, 1984, 1985, 1988, 1995, 2001 |
| Los Niños                      | Badajoz   | 1996  | 5           | 2002, 2005, 2008, 2010, 2012             |
| Al Maridi                      | Badajoz   | 2010  | 5           | 2015, 2017, 2019, 2020, 2023             |
| Ad Libitum                     | Badajoz   | 1984  | 4           | 1986, 1987, 1989, 1990                   |
| Los Agüitas                    | Badajoz   | 1984  | 4           | 1991, 1992, 1993, 1994                   |
| Water Closet                   | Badajoz   | 2004  | 3           | 2014, 2016, 2018                         |
| Marwan                         | Badajoz   | 1997  | 3           | 1997, 2009, 2025                         |
| Taways                         | Badajoz   | 1998  | 2           | 1999, 2000                               |
| Jarana                         | Badajoz   | 1994  | 2           | 2003, 2006                               |
| El Guatinay                    | Badajoz   | 1985  | 1           | 1996                                     |
| Los Perigallos                 | Badajoz   | 1986  | 1           | 1998                                     |
| Dakipakasa                     | Badajoz   | 2004  | 1           | 2004                                     |
| La Caidita                     | Badajoz   | 2001  | 1           | 2007                                     |
| Los 3W                         | Olivenza  | 2002  | 1           | 2011                                     |
| Los Espantaperros              | Badajoz   | 2012  | 1           | 2013                                     |
| Este concurso lo vamos a ganar | Badajoz   | 2016  | 1           | 2022                                     |
| Los Mirinda                    | Badajoz   | 2004  | 1           | 2024                                     |

| Murgas en activo |

### Comparsas
La comparsa es una agrupación de al menos 30 miembros, su función en el carnaval pacense consiste en animar el ambiente mediante pasacalles a ritmo de la percusión de bombos, zurdos, cajas simples y rumberas, campanillos, güiras, panderos entre otros y la ejecución de coreografías que ensalzan sus coloridos y espectaculares disfraces creados, diseñados y confeccionados por los miembros de la comparsa donde destacan los artísticos y evocadores gorros. Suelen participar unos 40 grupos en el desfile del domingo del que son sus auténticas protagonistas.Se asocian principalmente en la Federación de asociaciones locales del carnaval pacense (Falcap).
Ganadores del desfile de Comparsas
| Comparsa             | Localidad             | Debut | 1.er Premio | Historial                                            |
| -------------------- | --------------------- | ----- | ----------- | ---------------------------------------------------- |
| Las Monjas           | Torremejía            | 1996  | 7           | 2008, 2009, 2010, 2012, 2014(compartido), 2015, 2016 |
| Infectos acelerados  | Badajoz               | 1985  | 6           | 1988, 1991, 1993, 2001, 2003, 2004                   |
| Los Lingotes         | Talavera la Real      | 1996  | 4           | 2007, 2017, 2019, 2022                               |
| El Vaivén            | Badajoz               | 1988  | 3           | 1995, 1997, 2023                                     |
| La Kochera           | Puebla de la Calzada  | 2001  | 3           | 2011, 2013, 2020                                     |
| Caribe               | Badajoz               | 1981  | 3           | 2005, 2006, 2024                                     |
| La Bullanguera       | Badajoz               | 1987  | 2           | 1992, 1994                                           |
| Desertores           | Badajoz               | 1989  | 2           | 1996, 2000                                           |
| Vendaval             | Badajoz               | 1981  | 2           | 1990, 2002                                           |
| La movida Carioca    | -                     | -     | 1           | 1983                                                 |
| Las dulces venenosas | -                     | -     | 1           | 1984                                                 |
| Los rumberos         | -                     | -     | 1           | 1985                                                 |
| Las estrellas        | -                     | -     | 1           | 1986                                                 |
| Convento de frailes  | -                     | -     | 1           | 1987                                                 |
| Dekebais             | Badajoz               | 1985  | 1           | 1989                                                 |
| Wailuku              | Badajoz               | 1992  | 1           | 1998                                                 |
| Caretos Salvavidas   | Badajoz               | 1988  | 1           | 1999                                                 |
| Los mismos           | Guadiana del Caudillo | 2002  | 1           | 2014(compartido)                                     |
| Los colegas          | Miajadas              | 2014  | 1           | 2018                                                 |

| Comparsas en activo |

### Otros grupos
Grupos menores: estas agrupaciones suelen formarse por pandillas de amigos o familiares que preparan su disfraz en común, bien para ir todos iguales o para realizar una estampa que normalmente suele ser satírica o cómica. Tiene la característica de ser menos de 30 miembros.
Artefactos: Los artefactos suelen estar relacionados con los grupos pero en lugar de ir a pie van en un artilugio motorizado, carrozas o vehículos modificados que pueden recrear elementos como chiringuitos, aviones, submarinos y distintos escenarios.

## Pregoneros del Carnaval
- 1981: Juan José Poblador
- 1982: Integrantes de la Corporación Municipal
- 1983: Integrantes de la Corporación Municipal
- 1984: Integrantes de la Corporación Municipal
- 1985: Integrantes de la Corporación Municipal
- 1986: Manuel Martínez Mediero
- 1987: Manuel Pacheco (poeta)
- 1988: Gomaespuma
- 1989: Tip y Coll
- 1990: Mari Carmen y sus muñecos
- 1991: Carlos Herrera
- 1992: José Carlos Duque
- 1993: Tom Martín Benítez
- 1994: Juan Luis Galiardo
- 1995: Carlos Cano
- 1996: Ángel Luis López
- 1997: Julián Mohedano
- 1998: Teresiano Rodríguez
- 1999: Manuel López
- 2000: Miguel Bosé
- 2001: Tam Tam Go
- 2002: Mariano Mariano
- 2003: Antonio Hidalgo
- 2004: Antonio Ferrera
- 2005: Juan José Poblador y Francisco Delgado "Paco el Cerillo"
- 2006: Los Hermanos Calatrava
- 2007: Verónica Hidalgo
- 2008: Manuel González Lena "Manolón"[10][11]
- 2009: Carlos Eugenio García[12][13]
- 2010: Roberto Gómez[14]
- 2011: Soraya Arnelas[15]
- 2012: El Desván del Duende[16]
- 2013: Gori y Antonio Sansinena, integrantes de Jarana[17]
- 2014: Los Chunguitos[18]
- 2015: David Gascón[19]
- 2016: Mari Pepa Orantos[20]
- 2017: Loles León y Julián Quintanilla[21]
- 2018: Carlos Latre[22]
- 2019: Fernando Tejero[23]
- 2020: Alexia Sánchez, Pepa Montesinos y Tamara Pulido[24]
- 2021: No se celebró debido a la pandemia de COVID-19.[25]
- 2022: Mario Vaquerizo[26]
- 2023: José Mota [27]
- 2024: Juan Ibáñez y Damián Mollá [28]
- 2025: Carolina Yuste [29]

### Vídeos
- Spot Carnaval de Badajoz.
- Canción "Calles de Badajoz", del grupo extremeño El Desván del Duende, compuesta para la ciudad de Badajoz, sus carnavales y sus gentes.

| Carnavales de Badajoz |
| --- |
| 1981 · 1982 · 1983 · 1984 · 1985 · 1986 · 1987 · 1988 · 1989 · 1990 · 1991 · 1992 · 1993 · 1994 · 1995 · 1996 · 1997 · 1998 · 1999 · 2000 · 2001 · 2002 · 2003 · 2004 · 2005 · 2006 · 2007 · 2008 · 2009 · 2010 · 2011 · 2012 · 2013 · 2014 · 2015 · 2016 · 2017 · 2018 · 2019 · 2020 · 2021 · 2022 |

- Datos: Q5752821
- Multimedia: Carnivals of Badajoz / Q5752821